# Europawahl in den Niederlanden 2009
- SP: 2
- PvdA: 3
- GL: 3
- D66: 3
- CDA: 5
- VVD: 3
- CU/SGP: 2
- PVV: 4

Die Europawahl in den Niederlanden 2009 fand am 4. Juni 2009 statt. Sie wurde im Zuge der EU-weit stattfindenden Europawahl 2009 durchgeführt, wobei in den Niederlanden 25 der 736 Sitze im Europäischen Parlament vergeben wurden. Nach Inkrafttreten des Vertrag von Lissabon rückte 2011 ein weiterer niederländischer Abgeordnete in das Parlament nach.

## Wahlsystem und Wahlberechtigte
Die Wahl erfolgte nach dem Verhältniswahlrecht mit Vorzugsstimmen in einem landesweiter Wahlkreis. Dabei bestand die Möglichkeit von Listenverbindungen. Die Zuteilung der Mandate an die (verbunden) Parteilisten erfolgte nach dem D’Hondt-Verfahren. Die Zuteilung der Mandate an die verschiedenen Listen innerhalb einer Verbindung erfolgte nach dem Hare/Niemeyer-Verfahren.
Erstmals waren auch die Bürger der niederländischen Antillen und auf Aruba wahlberechtigt. Diese sind zwar als überseeische Gebiete der Niederlande nicht Teil der Europäischen Union; ein Urteil des niederländischen Staatsrats hatte jedoch festgelegt, dass eine Diskriminierung von niederländischen Staatsangehörigen innerhalb und außerhalb des europäischen Festlands verfassungswidrig sei. Zuvor hatten nur Niederländer, die seit mindestens zehn Jahren auf dem Kontinent lebten, an den Wahlen teilnehmen dürfen. Durch die Neuregelung kamen rund 210.000 Wahlberechtigte hinzu, von denen sich jedoch nur rund 21.000 tatsächlich ins Wahlregister eintrugen. Außerdem waren erstmals Personen wahlberechtigt, die unter Vormundschaft stehen. Für die Auszählung der Stimmen wurden erstmals keine Wahlcomputer mehr eingesetzt, nachdem deren Sicherheit gegenüber Manipulationen in Zweifel gezogen war.

## Parteien
| #                                             | Partei                                          | Europa- partei | Scheidendes Parlament | Scheidendes Parlament |
| #                                             | Partei                                          | Europa- partei | Mandate               | EP-Fraktion           |
| --------------------------------------------- | ----------------------------------------------- | -------------- | --------------------- | --------------------- |
| 1                                             | Christen-Democratisch Appèl                     | EVP            | 7                     | EVP                   |
| 2                                             | Partij van de Arbeid                            | SPE            | 7                     | SPE                   |
| 3                                             | Volkspartij voor Vrijheid en Democratie         | ELDR           | 4                     | ALDE                  |
| 4                                             | GroenLinks                                      | EGP            | 2                     | Grüne/EFA             |
| 5                                             | Socialistische Partij                           | –              | 2                     | GUE/NGL               |
| 6                                             | ChristenUnie – Staatkundig Gereformeerde Partij | –              | 2                     | IND/DEM               |
| 7                                             | Democraten 66                                   | ELDR           | 1                     | ALDE                  |
| 8                                             | Newropeans                                      | –              | –                     | –                     |
| 9                                             | Europa Voordelig! & Duurzaam                    | –              | –                     | –                     |
| 10                                            | Solidara                                        | –              | –                     | –                     |
| 11                                            | Partij voor de Dieren                           | –              | –                     | –                     |
| 12                                            | Europese Klokkenluiders Partij                  | –              | –                     | –                     |
| 13                                            | De Groenen                                      | EGP            | –                     | –                     |
| 14                                            | Partij voor de Vrijheid                         | –              | –                     | –                     |
| 15                                            | Liberaal Democratische Partij                   | –              | –                     | –                     |
| 16                                            | Partij voor Europese Politiek                   | –              | –                     | –                     |
| 17                                            | Libertas Nederland                              | Libertas       | –                     | –                     |
| –                                             | Europa Transparant                              | –              | 1                     | Grüne/EFA             |
| –                                             | Unabhängige                                     | –              | 1 a                   | Grüne/EFA             |
|                                               |                                                 |                |                       |                       |
| Quelle: Scheidendes Parlament (2009), Mandate |                                                 |                |                       |                       |

### Wahlwerbende Parteien
Insgesamt traten siebzehn Parteilisten zur Wahl an, von denen sieben schon zuvor im Europäischen Parlament vertreten waren. Die Partei Europa Transparant, die bei der Europawahl 2004 noch zwei Abgeordnete gewonnen hatte, trat nicht mehr an.
Da das D’Hondt-Verfahren größere Parteien auf Kosten von kleineren Parteien leicht bevorzugt, kam es zur Kooperation verschiedener Parteien ähnlicher Ausrichtung. Die beiden christlichen Parteien ChristenUnie und SGP traten mit einer gemeinsamen Liste namens ChristenUnie/SGP an. Andere Parteien bildeten Listenverbindungen:
- die christdemokratische CDA mit ChristenUnie/SGP,
- die liberalen Parteien VVD und D66,
- die sozialdemokratische PvdA mit der grünen GroenLinks.

Tatsächlich bewirkte die Listenverbindung zwischen PvdA und GroenLinks, dass Letztere einen zusätzlichen Sitz gewannen, der sonst an die PVV gegangen wäre. Die übrigen Verbindungen blieben ohne Auswirkungen für das Endergebnis.

## Ergebnis
Die Wahlbeteiligung betrug 36,9 % und lag damit unter dem europaweiten Durchschnitt (43,1 %) und auch unter der Wahlbeteiligung bei der Europawahl 2004 (39,3 %).
Die christdemokratische CDA verlor leicht gegenüber 2004, wurde mit fünf Sitzen jedoch wiederum stärkste Partei. Größter Gewinner der Wahl war die rechtspopulistische PVV, die erstmals antrat und sogleich zweitstärkste Partei wurde. Auch die D66 konnten Stimmen gewinnen. Wichtigster Wahlverlierer war die PvdA, die fast die Hälfte ihres Stimmanteils einbüßte. Im Übrigen konnten genau diejenigen Parteien, die schon seit 2004 dem Parlament angehört hatten, wieder darin einziehen; die SGP gewann durch die gemeinsame Liste mit der ChristenUnie erstmals einen Sitz.
| Listen            | Listen                                  | Stimmen    | %    | +/-   | Mandate | +/- |
| ----------------- | --------------------------------------- | ---------- | ---- | ----- | ------- | --- |
|                   | Christen-Democratisch Appèl             | 913.233    | 20,1 | −4,3  | 5       | −2  |
|                   | Partij voor de Vrijheid                 | 772.746    | 17,0 | Neu   | 4       | Neu |
|                   | Partij van de Arbeid                    | 548.691    | 12,0 | −11,6 | 3       | −4  |
|                   | Volkspartij voor Vrijheid en Democratie | 518.643    | 11,4 | −1,8  | 3       | −1  |
|                   | Democraten 66                           | 515.422    | 11,3 | +7,1  | 3       | +2  |
|                   | GroenLinks                              | 404.020    | 8,9  | +1,5  | 3       | +1  |
|                   | Socialistische Partij                   | 323.269    | 7,1  | +0,1  | 2       | ±0  |
|                   | ChristenUnie-SGP                        | 310.540    | 6,8  | +0,9  | 2       | ±0  |
|                   | Partij voor de Dieren                   | 157.735    | 3,5  | +0,3  | –       | ±0  |
|                   | Europese klokkenluiderspartij           | 21.448     | 0,5  | Neu   | –       | Neu |
|                   | Newropeans                              | 19.840     | 0,4  | Neu   | –       | Neu |
|                   | Libertas Nederland                      | 14.612     | 0,3  | Neu   | –       | Neu |
|                   | Liberaal Democratische Partij           | 10.757     | 0,2  | Neu   | –       | Neu |
|                   | De Groenen                              | 8.517      | 0,2  | Neu   | –       | Neu |
|                   | Solidara                                | 7.533      | 0,2  | Neu   | –       | Neu |
|                   | Europa Voordelig! & Duurzaam            | 4.431      | 0,1  | Neu   | –       | Neu |
|                   | Partij voor Europese Politiek           | 2.427      | 0,1  | Neu   | –       | Neu |
| Gesamt            | Gesamt                                  | 4.553.864  | 100  |       | 25      | –2  |
|                   |                                         |            |      |       |         |     |
| Ungültige Stimmen | Ungültige Stimmen                       | 19.879     | 0,4  | +0,2  |         |     |
| Wähler            | Wähler                                  | 4.573.743  | 36,8 | –2,5  |         |     |
| Wahlberechtigte   | Wahlberechtigte                         | 12.445.497 |      |       |         |     |
|                   |                                         |            |      |       |         |     |
| Quelle: Kiesraad  |                                         |            |      |       |         |     |

## Fraktionen im Europäischen Parlament
| Liste/Partei                   | Liste/Partei                            | Liste/Partei                            | Liste/Partei                            | Mandate | Fraktion |
| ------------------------------ | --------------------------------------- | --------------------------------------- | --------------------------------------- | ------- | -------- |
|                                | Christen-Democratisch Appèl             | Christen-Democratisch Appèl             | Christen-Democratisch Appèl             | 5 / 25  | EVP      |
|                                | Partij voor de Vrijheid                 | Partij voor de Vrijheid                 | Partij voor de Vrijheid                 | 4 / 25  | NI       |
|                                | Partij van de Arbeid                    | Partij van de Arbeid                    | Partij van de Arbeid                    | 3 / 25  | S&D      |
|                                | Volkspartij voor Vrijheid en Democratie | Volkspartij voor Vrijheid en Democratie | Volkspartij voor Vrijheid en Democratie | 3 / 25  | ALDE     |
|                                | Democraten 66                           | Democraten 66                           | Democraten 66                           | 3 / 25  | ALDE     |
|                                | GroenLinks                              | GroenLinks                              | GroenLinks                              | 3 / 25  | G/EFA    |
|                                | Socialistische Partij                   | Socialistische Partij                   | Socialistische Partij                   | 2 / 25  | GUE/NGL  |
|                                | CU – SGP                                |                                         | ChristenUnie                            | 1 / 25  | EKR      |
|                                | CU – SGP                                | Staatkundig Gereformeerde Partij        | 1 / 25                                  | EFD     |          |
|                                |                                         |                                         |                                         |         |          |
| Quelle: Europäisches Parlament |                                         |                                         |                                         |         |          |

### Zuordnung der Parteien zu Fraktionen im Europaparlament
Während die meisten niederländischen Parteien sich auch nach der Wahl wieder den Fraktionen im Europaparlament anschlossen, denen sie auch zuvor schon angehört hatten, ergaben sich für die Partei ChristenUnie Schwierigkeiten. Diese hatte vor der Wahl der Fraktion Unabhängigkeit und Demokratie angehört, die nach der Wahl jedoch nicht mehr die Bedingungen zur Gründung einer Fraktion erfüllte und sich auflöste. ChristenUnie und SGP traten daher in Verhandlungen mit den Gründern der neu gegründeten konservativen Fraktion ECR. Diese forderten die SGP jedoch auf, vor einem Fraktionsbeitritt ihre Positionen zur Gleichstellung der Geschlechter zu verändern, was die SGP ablehnte. Daraufhin trat ChristenUnie der ECR-Fraktion allein bei, während die SGP sich der europaskeptischen Fraktion EFD anschloss.
Die erstmals ins Europäische Parlament gewählten Vertreter der PVV blieben fraktionslos.

### Zuteilung des 26. Sitzes nach dem Vertrag von Lissabon
Laut Vertrag von Lissabon, der erst während der Wahlperiode 2009–14 in Kraft trat, durfte die Niederlande einen weiteren Abgeordneten in das Europäische Parlament entsenden. Nach den Wahlergebnissen stand dieser 26. Sitz der PVV zu. Am 13. September 2011 nahm die Auke Zijlstra den zusätzlichen Sitz ein.
Die Vergabe des Sitzes war jedoch umstritten. Der Vorschlag des niederländischen Staatssekretärs Ank Bijleveld-Schouten, demzufolge der zusätzliche Sitz anhand des Ergebnisses der Wahl 2009 zugeteilt werden sollte, war zum Zeitpunkt der Wahl noch nicht offiziell vom niederländischen Parlament beschlossen worden. Nach der Wahl erhob daher die Partij voor de Dieren (PvdD) Einspruch, da das Ministerium bestimmte Argumente der niederländischen Wahlbehörde nicht berücksichtigt habe, denen zufgole der 26. Sitz an die PvdD fallen würde. Mehrere Parteien des niederländischen Parlaments sprachen sich gegen diese Position der PvdD aus, da sie eine nachträgliche Änderung der Wahlregeln impliziere. Schließlich wurde der Staatsrat mit der Angelegenheit befasst, der die Frage beantworten soll.

## Kontroverse um die Veröffentlichung der Wahlergebnisse
Eine Kontroverse entstand schließlich um die Veröffentlichung der niederländischen Wahlergebnisse. Die Europawahl 2009 dauerte insgesamt vier Tage (vom 4. bis zum 7. Juni), wobei die Niederlande am ersten möglichen Tag wählten. Nach der Europäischen Kommission sollten jedoch die Wahlergebnisse aus allen Mitgliedstaaten zeitgleich veröffentlicht werden, um einerseits die Einheitlichkeit der Europawahl zu betonen und andererseits Beeinflussungen der Wahl durch die schon bekannten Ergebnisse in anderen Mitgliedstaaten zu verhindern.
Tatsächlich gab die niederländische Regierung zunächst keine offiziellen Wahlergebnisse bekannt. Allerdings veröffentlichten alle einzelnen Gemeinden wie schon bei der Europawahl 2004 ihre jeweiligen Ergebnisse bereits am Abend des 4. Juni, sodass – mit Ausnahme der im Ausland abgegebenen Briefwahlstimmen – die Medien durch einfache Addition das Ergebnis errechnen konnten. Tatsächlich berichteten daher Medien in allen europäischen Ländern unmittelbar nach den niederländischen Wahlen über das dortige Ergebnis.
Auch andere Staaten nahmen die Vorschrift, keine Wahlergebnisse vor der Schließung der letzten Wahllokale am 7. Juni um 22 Uhr zu veröffentlichen, in den nächsten Tagen nicht ganz genau. So wurden etwa auch in Deutschland bereits nach Schließung der deutschen Wahllokale am 7. Juni um 18 Uhr erste Hochrechnungen aufgrund von Wahltagsbefragungen veröffentlicht, die recht genaue Informationen über die Ergebnisse zuließen. Die Niederlande waren allerdings das einzige Land, in dem tatsächlich amtliche Auszählungsergebnisse vorab publiziert wurden.